# Сабалета, Хуан де
Хуа́н де Сабале́та (исп. Juan de Zabaleta; ок. 1610, Мадрид — ок. 1670) — испанский писатель и драматург, историограф Филиппа IV.
Биографических данных о Сабалете мало. Известно, что он был физически некрасив, а в 1664 году ослеп, после чего всё-таки продолжал заниматься литературой. Его прозаические произведения «Obras en prosa» (1667) выдержали несколько изданий, в 1728, 1754 годах и т. д. Из них заслуживают внимания «Problemas morales», «Errores Celebrados» и особенно «Dia de fiesta en Madrid». Несмотря на ожесточённые нападки Сабалеты на театр, он сам написал множество не лишённых достоинства пьес для сцены, хотя в них и не очень много оригинального. 16 его комедий помещены в сборнике «Comedias escogidas de los mejores ingenios de España».